# Bijuu
Bijū (尾獣, lit. Bestas com Caudas) são entidades do mangá e anime Naruto, criado por  Masashi Kishimoto. Eles são diferenciados pelo número de caudas que eles têm, que variam de um a dez. As Bestas com Caudas são formas de chakra vivas, por vezes referidas como "Bestas de Chakra" (チャクラのバケモノ, Chakura no Bakemono). Devido ao seu grande poder, são úteis no campo de batalha. Muitas guerras já foram iniciadas contra, e por causa, destas criaturas. Durante a segunda fase do Mangá Naruto, a organização terrorista Akatsuki revela que pretende utilizar os Bijū's para acabar com todas as guerras, gerando uma arma de destruição em massa capaz de destruir um país num único golpe, assim todos que quisessem guerra se destruiriam mutuamente, e após isso a Akatsuki se fixaria como única organização ninja do Universo de Naruto. A Akatsuki possuiu sete das nove Bijū's existentes na obra. Porém seu verdadeiro objetivo, segundo Tobi, é o de selar todos os Bijū's para recriar o Bijū que deu origem a todos os outros, o Jūbi (10 caudas), que seria selado em Madara Uchiha. Com esse poder ele usaria um poderoso genjutsu em todos os seres vivos do mundo através da Lua, controlando assim todos na Terra, levando ao fim as guerras e o ódio ninja mas na Quarta Guerra Mundial Ninja Naruto consegue libertar todos os bijūs, mas Madara Uchiha sela todos de novo de uma vez só contando com Hachibi e a metade Yin da Kyūbi.

## Jinchūriki
Quem recebe o Bijuu em seu corpo é chamado de Jinchūriki (人柱力, "Poder do Sacrifício Humano"), e ganha poderes extraordinários. Por isso cada Vila Ninja que possua um tenta controlá-lo. Vários vilarejos buscaram um Bijū, como por exemplo a Vila Oculta da Areia, que selou o Ichibi no Shukaku em várias de suas crianças, para assim torná-las uma arma de destruição em massa. Além dos Jinchūrikis também existiram pessoas que podiam usar suas Kekkei Genkais para domar os Bijūs e controlá-los com maestria, como é o caso de Hashirama Senju e Madara Uchiha, os Jinchūrikis Yagura, Kiler Bee, e Naruto, que foram os únicos que conseguiram controlá-los totalmente com suas próprias forças.

## Lista de Bijuu's
- Ichibi (Shukaku) - Capturado por Sasori e Deidara. Depois capturado e selado por  Madara Uchiha na Quarta Guerra Ninja; Atualmente escondido em Konoha
- Nibi (Matatabi) - Capturada por Hidan e Kakuzu. Depois capturado e selado por Madara Uchiha na Quarta Guerra Ninja; Atualmente livre pelo mundo ou capturado por Urashiki (filler)
- Sanbi (Isobu) - Capturado por Deidara e Tobi. Depois capturado e selado por Madara Uchiha na Quarta Guerra Ninja; Atualmente livre pelo mundo ou capturado por Urashiki (filler)
- Yonbi (Son Goku) - Capturado por Kisame e Itachi. Depois capturado e selado por Madara Uchiha na Quarta Guerra Ninja; Atualmente livre pelo mundo ou capturado por Urashiki (filler)
- Gobi (Kokuou) - Capturado por Akatsuki. Depois capturado e selado por Madara Uchiha na Quarta Guerra Ninja; Atualmente livre pelo mundo ou capturado por Urashiki (filler)
- Rokubi (Saiken) - Capturado por Pain. Depois capturado e selado por Madara Uchiha na Quarta Guerra Ninja; Atualmente livre pelo mundo ou capturado por Urashiki (filler)
- Nanabi/Shichibi (Choumei) - Capturada por Hidan e Kakuzu. Depois capturado e selado por Madara Uchiha na Quarta Guerra Ninja; Atualmente livre pelo mundo ou capturado por Urashiki (filler)
- Hachibi (Gyuki) - Enganou o time Taka e não foi capturado por eles. Capturado e selado por Madara Uchiha na Quarta Guerra Ninja. Capturado por Urashiki  (filler) após 15 anos depois do fim da guerra.
- Kyūbi (Kurama) -  Capturado e selado por Madara Uchiha na Quarta Guerra Ninja. Selado dentro de Naruto com metade da Kurama.

(Nota: Sora (Filler) tem apenas um pouco do chakra da Kyuubi, e Kinkaku e Ginkaku absorvem o poder da Kyuubi ao se alimentar da carne de seu estômago, mas eles não são Jinchuurikis. Porém ambos podem se transformar numa forma menor da Kyuubi com caudas (em um manto parecido com a transformação de Naruto na forma de 4 caudas).

## Shukaku
Shukaku (守鶴, Shukaku) é um personagem fictícia do animê/mangá Naruto.
- Animal: Tanuki
- Nome: Shukaku
- Jinchūriki: Gaara
- Aparência: É gigantesco e feito completamente de areia com chakra mesclado.
- Status: Livre pelo Mundo Ninja (25% Chakra em Naruto)

### História
Passado no País do Vento
Sua origem se deu quando o Juubi foi selado e seu chakra dividido em 9 partes.
Dizem que ele é a Encarnação Viva da Areia (Suna Kinshou Tensei) que julga todos os seres do deserto.
Shukaku teve dois Jinchuurikis antes de Gaara, quando ele ainda estava selado no 2º Jinchuuriki, o Terceiro Kazekage observou as técnicas do Bijuu e desenvolveu as técnicas Satetsu, usando sua Kekkei Genkai para imitar o controle de areia do Shukaku, usando pó de ouro.
Transformação do Jinchuuriki para o Bijuu
Quando o Jinchuuriki do Ichibi no Shukaku inicia sua transformação ele acumula Areia (com Chakra mesclado) para atingir sua forma completa de Bijuu. Quando o Jinchuuriki entra em um sono profundo, ou dorme, Shukaku começa a dominar a sua consciência, apagando assim toda sua personalidade, com isso, como o Jinchuuriki não dorme ele aos poucos enlouquece. O Guaxinim desperta completamente quando o Jinchuuriki, após completar a sua transformação, entra em um estado de sonolência, sendo essa a chave para libertar o Ichibi.
Shukaku foi parcialmente libertado na luta de Gaara contra Naruto Uzumaki, porém ele foi voltou para sua prisão após a batalha.
Akatsuki
O Jinchuuriki do Ichibi, Kazekage Gaara é atacado e derrotado por Deidara. Ele é levado para um esconderijo da Akatsuki para lhe tirar o Shukaku. Shukaku foi o quarto Bijuu capturado pela Akatsuki, Shukaku está atualmente selado na Estatua de Selamento junto aos outros 7 Bijuus.

### Força
Possui a habilidade de manipular o Fūton (Vento). Porém ele toma a consciência de seu Jinchūriki sempre que entra em estado de sonolência. Por conta disso, o hospedeiro não pode dormir ou o Bijuu tomará conta de seu corpo, o que faz com que ele aos poucos enlouqueça. Diferente dos outros hospedeiros, o hospedeiro do Shukaku não assume a forma de seu Bijuu liberando caudas, mas sim incorporando partes do corpo dele em seu próprio corpo com a areia que controla. Ele pode usar a forma completa do Bijuu sem perder a consciência, mas se quiser ter acesso a todo o seu poder ele pode optar por adormecer após a transformação já que esta é a chave para despertar o Ichibi no Shukaku.

## Matatabi
Matatabi (又旅) é um personagem fictícia do animê/mangá Naruto.
- Animal: Bakeneko
- Nome: Matatabi
- Jinchuuriki: Yugito Nii
- Aparência: É feito de chakra mesclado com chamas azuis que lhe dão a forma de um gato azul flamejante.
- Status: Livre pelo Mundo Ninja (25% Chakra em Naruto)

### História
Passada no País do Trovão
Sua origem se deu quando o Juubi foi selado e seu chakra dividido em 9 partes. Matatabi é um gato demônio gigantesco feito de chakra mesclado com chamas azuis,e por ser feito basicamente de fogo ele queima tudo que toca. Ele é o representante das Duas Caudas, e conhecido como a Encarnação da Vingança devido a seu poder imenso. Foi selado em Yugito Nii aos dois anos de idade, na Vila Oculta da Nuvem.
Transformação do Jinchuuriki para o Bijuu
Devido ao árduo treinamento que Yugito Nii se submeteu ao final do mesmo ela era capaz de controlar a transformação da Nibi à sua vontade. Ao liberar a primeira cauda Yugito se transforma em um hibrido de humano com gato, ao liberar as duas caudas se transforma completamente.
Akatsuki
Yugito se mostra, sendo perseguida pelos dois membros da Akatsuki, Hidan e Kakuzu, eles perseguem a garota que tem o Bijuu, mas caem na armadilha dela. Ela libera o poder de sua Fera com Cauda, e luta contra os dois e por fim é derrotada. Ela é levada por Zetsu para uma das bases da Akatsuki, ao chegarem, eles selam a Nibi no Nekomata na Estátua Gedō Mazō junto aos outros Bijuus, por conseqüência disso, Yugito morre. Atualmente, a Nekomata esta selada junto aos outros 8 Bijuus.
Quarta Grande Guerra Ninja
Yugito junto dos outros Cinco Jinchuurikis foram trazidos de volta a vida pelo Edo Tensei (Técnica de Reanimação) de Kabuto. Naruto e Killer Bee começam a sua luta contra os Ex - Jinchuurikis, onde Tobi revela que cada Jinchuuriki possui um Sharingan e um Rinnegan, e tiveram seus monstros de cauda selados em seus corpos novamente. Junto a Kakashi e Guy, eles puderam salvar os Ex - Jinchuurikis do controle de Tobi.

### Força
É um Bijuu realmente poderoso, e além de queimar tudo em que toca, possui a habilidade de controlar o elemento Katon (fogo) em grandes proporções, concentrando chamas em sua boca e as disparando em forma de bolas de fogo.

## Isobu
Isobu (磯撫) é um personagem fictícia do animê/mangá Naruto.
- Animal: Testudinata
- Nome: Isobu
- Jinchuuriki: Rin, depois, o Quarto Mizukage, Yagura
- Aparência: Possui a forma de uma criatura marinha gigantesca e é coberto por uma carapaça.
- Status: Livre pelo Mundo Ninja (25% Chakra em Naruto)

### História
Passada no País da Água
Sua origem se deu quando o Juubi (Dez Caudas) foi selado e seu chakra dividido em 9 partes.
Em determinado ponto da história, a Vila Oculta da Névoa capturou Rin, e selou o Sanbi na ninja da Folha, deixando-a escapar em seguida. Tudo isso fazia parte do plano da Névoa para destruir a Folha, já que estes planejavam libertar o Sanbi de Rin quando a mesma voltasse para a Vila da Folha. Depois, ele foi selado no corpo do Quarto Mizukage Yagura que era capaz de controlar o Bijuu com perfeição. Isobu se separou de Yagura depois de sua morte, porém, o Sanbi permaneceu em um lago desconhecido até então. Aparentemente Isobu se tornou pacífico e apenas não quer ser mais incomodado.
Akatsuki
Deidara e Tobi chegaram ao lago onde o Sanbi estava sem um Jinchuuriki, sendo fácil sua captura.
Quarta Grande Guerra Ninja
Yagura junto aos outros Cinco Jinchuurikis foram trazidos de volta a vida pelo Edo Tensei de Kabuto. Naruto e Killer Bee começam a sua luta contra os Ex - Jinchuurikis, onde Tobi revela que cada Jinchuuriki possui um Sharingan e um Rinnegan, e tiveram seus monstros de cauda selados em seus corpos novamente. Junto a Kakashi e Guy, eles puderam salvar os Ex - Jinchuurikis do controle de Tobi.

### Força
Sanbi é um adversário difícil de ser derrotado, por causa de seu tamanho gigantesco e por viver o tempo todo na água, pode gerar ondas gigantescas com um único bater de caudas e arremessar seus inimigos para longe com o menor movimento. Ele possui uma grande defesa natural, alem de sua concha ele também possui escamas por quase toda a extensão de seu corpo, o único ponto fraco conhecido é seu olho que é a única parte de seu corpo que não é protegida. Sanbi apesar de ser um Bijuu com muito Chakra, não tendo um Jinchuuriki, não têm controle de suas forças. Possui domínio completo do Elemento Suiton (água), e a capacidade de envolver seu corpo em uma bola de espinhos de sua própria concha. O Sanbi também tem a habilidade de criar Coral, e criar um Genjutsu com uma névoa. O Alvo pego no Genjutsu começa a ter visões de entes queridos, que o torturam psicologicamente.

## Son Goku
Son Goku (孫悟空) é um personagem fictícia do anime/mangá Naruto.
- Animal: Gorila
- Nome: Son Goku
- Jinchuuriki: Roshi
- Aparência: Possui a forma de um gorila com chifres, de pelagem vermelha.
- Status: Livre pelo Mundo Ninja (Parte do Chakra em Naruto)

### História
Passado em País da Terra
Sua origem se deu quando o Juubi foi selado e seu chakra dividido em 9 partes.
Desde criança Roushi era o Jinchuuriki do Quatro Caudas, ele havia deixado a Vila Oculta da Pedra em uma jornada a fim controlar o poder do Bijuu, no fim ele compreendeu que podia pegar o chakra do Yonbi para fundir as naturezas do fogo e da terra criando o Youton (lava).
Akatsuki
Um dia em sua jornada, Roushi se deparou com os membros da Akatsuki, Kisame Hoshigaki e Itachi Uchiha, eles queriam o Jinchuuriki para levá-lo e extrair Son Goku, acabou lutando com eles e revelou ter dominado os poderes da Fera, conseguindo fundir os elementos Doton (terra) e Katon (fogo), criando assim Youton (lava), Kisame ficou surpreso ao ver essa combinação, infelizmente para Roushi, Kisame conseguiu derrotá-lo, porém com muita dificuldade.
Quarta Grande Guerra Ninja
Roushi junto aos outros Cinco Jinchuurikis foram trazidos de volta a vida pelo Edo Tensei de Kabuto. Naruto e [Killer Bee] começam a sua luta contra os Ex - Jinchuurikis, onde Tobi revela que cada Jinchuuriki possui um Sharingan e um Rinnegan, e tiveram seus monstros de cauda selados em seus corpos novamente. Junto a Kakashi e Gai, eles puderam salvar os Ex - Jinchuurikis do controle de Tobi.

### Força
Não se sabe muito sobre a força deste Bijuu, somente que ele atira lava de sua boca, devido aos seus poderes de manipulação dos elementos Katon (fogo) e Doton (terra) formando o Youton (lava). Pode fazer rios de lava que inundam todo o local em sua volta derretendo tudo,além de atirar lava pela sua boca e rajadas da mesma também. Pode explodir a lava fazendo respingar em todos por perto como fez com Kisame Hoshigake. Além disso, ele tem uma grande força física, podendo erguer e arremessar Gyūki para longe.

## Kokuō
Kokuou (穆王) é um personagem fictícia do animê/mangá Naruto.
- Animal: Híbrido de Golfinho com um Cavalo
- Nome: Kokuō
- Jinchuuriki: Han.
- Aparência: É uma espécie híbrida (uma mistura de dois animais diferentes), tendo seu corpo semelhante ao de um cavalo e sua cabeça parecida com a de um golfinho com "chifres".
- Status: Livre pelo Mundo Ninja (Parte do Chakra em Naruto)

### História
Passado em País da Terra
Sua origem se deu quando o Juubi foi selado e seu chakra dividido em 9 partes.
Ele é o representante das Cinco Caudas, mas nada se sabe sobre sua real origem, Han era seu Jinchuuriki, ele era conhecido por usar vapor.
Akatsuki
Sabe-se que quando o Jinchuuriki foi capturado na Vila Oculta da Pedra por membros da Akatsuki desconhecidos e levado para uma das bases da organização, lá invocaram a Estátua de Selamento e extraíram o Bijuu das Cinco Caudas de Han.

### Força
Embora saiba-se que Han utiliza técnicas de vapor com sua armadura de vapor (Jouki no Yoroi), não se sabe se essa técnica é dele próprio ou se é derivada do Gobi. Han pode utilizar o Vapor para aumentar a sua força física, como visto quando o mesmo desferiu uma voadora em Naruto, e o mandou para longe.O Gobi possui uma imensa força física, ele pode usar seus chifres para investir em seus oponentes, isso foi mostrado na guerra quando os jinchuurikis foram enviados para a guerra ao lado de Tobi, o Gobi utilizou sua habilidade : Investida de Chifres contra o  
Gyuuki e o arremesou para longe dali.

## Saiken
Saiken (犀犬) é um personagem fictícia do animê/mangá Naruto.
- Animal: Lesma
- Nome: Saiken
- Jinchuuriki: Utakata.
- Aparência: Possui a forma de uma lesma gigante. Seu corpo é pegajoso e sempre úmido.
- Status: Livre pelo Mundo Ninja (Parte do Chakra em Naruto)
- História

Passado em País da Água
Sua origem se deu quando o Juubi foi selado e seu chakra dividido em 9 partes.
Ele é o representante das Seis Caudas, Utakata era seu Jinchuuriki. Utakata (ウタカタ) foi um Nukenin (ninja renegado) da Vila Oculta da Névoa e o Jinchūriki do Rokubi. Utakata foi capturado pela Akatsuki e morto quando Rokubi foi retirado de seu corpo.Isso só foi mostrado em um arco Filler do anime quando ele é capturado por Pain logo após aceitar ser mestre de Hotaru e começar a viajar com ela. Logo após um tempo Utakata é revivido por um jutsu de Kabuto Yakushi junto a outros Jinchuurikis.
Akatsuki
Utakata foi capturado pelos Seis Pains, sem a menor dificuldade.

### Força
Utakata é especialista quando se trata de usar Suiton (água), sua arma mais utilizada é uma mecânica que ao assoprar o próprio chakra nela saem bolhas de sabão, que, ao tocarem em seus inimigos, podem aprisioná-los. Detalhe, quando o inimigo está preso em suas bolhas, ele  não pode sair até que Utakata libere, e ainda corre o risco de a bolha soltar ácido altamente forte, gases tóxicos ou até mesmo explodir. Utakata usa ninjutsus de bolhas de sabão podendo criar uma infinidade de Jutsus com elas, como barreiras, clones, entre outras funções. Utakata após fugir de sua vila usou sua técnica com bolhas para se locomover. Em batalha, ele mostrou-se ágil, sem esforço, esquivando-se de todos os ataques de Naruto e os ataques de Nango , Akaboshi , Benten , e Chushin . Ele é muito atento quando ele percebeu que Akaboshi e seu grupo teve uma mudança em seu fluxo de chakra. Ele também é experiente no rastreamento e remédios de ervas.

## Choumei
Choumei (重明) é um personagem fictícia do animê/mangá Naruto.
- Animal: Besouro-Rinoceronte
- Nome: Choumei
- Jinchuuriki: Fuu.
- Aparência: Possui a forma de um inseto e foi inspirado no Besouro Rinoceronte Japonês, ou simplesmente, Kabutomushi. Seu corpo é coberto por uma carapaça, lembrando uma armadura medieval, e das suas caudas, seis são asas na base de seu abdômen, somadas a uma sétima cauda que parte do meio das asas.
- Status: Livre pelo Mundo Ninja (Parte do Chakra em Naruto)

### História
Passado em País da Cachoeira
Sua origem se deu quando o Juubi foi selado e seu chakra dividido em 9 partes.
Ele é o representante das Sete Caudas, Fuu é seu Jinchuuriki. Era amiga do líder da aldeia que ajudou a controlar o poder da jinchuuriki.

### Akatsuki
Sabe-se que seu jinchuuriki, Fuu, participou da segunda edição da prova chunin com dois ninjas. Quando estava voltando da prova foi atacada por dois membros da akatsuki Hidan e Kakuzu.

### Força
Sabe-se que essa Bijuu possui o domínio completo no Voo e pode criar um casulo para protegê-la , além de poder usar a Bijuu Dama.

## Gyuuki
Gyuuki (牛鬼) é um personagem fictício do animê/mangá Naruto.
- Animal: Híbrido Espécie de Polvo com um Touro
- Nome: Gyuuki
- Liberação: Relâmpago
- Jinchuuriki: Killer Bee
- Aparência: Possui a forma de um touro-polvo gigante, com 8 tentáculos como caudas.
- 'Status: Selado em Killer Bee (Parte do Chakra em Naruto)'

### História
Passado País do Trovão
Sua origem se deu quando o Juubi foi selado e seu chakra dividido em 9 partes.
O Bijuu de Oito Caudas é tão poderoso que ninguém conseguia ser seu Jinchuuriki, o Raikage e sua elite, de tempos em tempos enfrentavam o Hachibi e o aprisionavam no "Pote Purificador de Âmbar", no entanto Killer Bee tornou-se seu Jinchuuriki, ele é o irmão caçula do atual Raikage, treina constantemente no Vale das Nuvens e Relampagos, e foi devido a esse treinamento que ele conseguiu controlar a Bijuu com maestria, sendo considerado um Jinchuuriki perfeito.
Akatsuki
A equipe Falcão dirige-se para a Vila Oculta da Nuvem (no País do Relâmpago), local onde se encontra o Jinchuuriki do Hachibi, a equipe de Sasuke Uchiha luta e captura o Hachibi.
Tobi e Kisame ao iniciar o selamento do Hachibi descobrem que foram enganados, Hachibi deixou um pedaço de seu tentáculo no lugar de Bee, escapando os dois. Killer Bee e Hachibi estão livres em outro lugar.
Porém durante a batalha final contra Madara Uchiha, este consegue capturar e selar o Oito-Caudas em pleno campo de batalha. Hachibi preocupado com a sobrevivência de seu Jinchuuriki corta um de seus tentáculos, deixando Bee sobreviver através do chakra dentro dele.

### Força
É uma Bijuu realmente poderoso, tem a habilidade de concentrar uma enorme massa de chakra em sua boca e as dispará-la em um gigantesca bomba Bijuu, devido Killer Bee poder controlar seu Bijuu os dois se tornam bastante poderosos. Possui alto poder físico.

## Kurama
Kurama (九喇嘛) é um personagem fictícia do animê/mangá Naruto.
- Animal: Raposa
- Nome: Kurama
- Primeira Jinchuuriki: Rikudou Sennin
- Segunda Jinchuuriki: Mito Uzumaki
- Terceira Jinchuuriki: Kushina Uzumaki
- Quarto Jinchuuriki: Minato Namikaze
- Jinchuuriki atual: Naruto Uzumaki
- Aparência: É uma raposa gigantesca de pelagem laranja com 9 caudas
- Status: Vivo e selado em Naruto ao final de Naruto Shippuden e morto em Boruto: Next Generations.

### História
Passado no País do Fogo
Sua origem se deu quando o Juubi foi selado e seu chakra dividido em 9 partes.
Dizem que quando a maldade dos homens chega ao seu limite no mundo, Kyuubi aparece como castigo aos homens (Lenda essa que se provou verdadeira atualmente em Boruto: Naruto Shippuuden next generation), o Kyuubi já esteve sob controle do Primeiro Hokage da Vila Oculta da Folha, Hashirama Senju, devido sua Kekkei Genkai e seu jutsu especial. Sabe-se que Madara Uchiha o invocou e fez um pacto com objetivo da destruição de Vila da Folha, ele usou seu Sharingan para controlar o Kyuubi na luta contra Hashirama, uma grande luta ocorre na qual o Primeiro Hokage acaba saindo vitorioso e selando a Bijuu em sua esposa Mito Uzumaki.
Anos mais tarde Madara Uchiha (Tobi), novamente usou o Mangekyō Sharingan para controlar Kurama, libertando-o de sua nova Jinchuuriki, Kushina Uzumaki, durante o momento de fraqueza de um Jinchuuriki (o nascimento de uma criança), e atacou a Vila Oculta da Folha, porém foi impedido pelo Quarto Hokage Minato Namikaze e selado em seu filho  Naruto Uzumaki.

Olho da kyuubi

Naruto UzumakiO Jinchuuriki do Kyuubi
Sempre que Naruto está numa dificuldade, o Kyuubi libera seu chakra, o recuperando. À medida que o chakra de Naruto vai acabando, o Kyuubi coloca o seu dentro dele, pois se Naruto morrer ele também morrerá, o gatilho para esse modo em Naruto é a perda de controle, quando alguma emoção está à flor da pele, esse poder começa a sair. Normalmente acontece quando ele está com raiva.
Quanto mais chakra o Kyuubi libera, mais poder Naruto ganha, porém isso tudo tem um forte contra, ao ganhar muito chakra, Naruto começa a liberar as caudas do Kyuubi e chegando a liberar as 8 caudas na luta contra Pain, porém a transformação não foi completa. Além do fato de o chakra do Kyuubi que envolve Naruto deixando sua aparência como um manto da raposa causando queimadura graves,  porém com a cura natural do Kyuubi, isso faz com que a vida de seu corpo diminua drasticamente.
Transformação do Jinchuuriki para o Bijuu
Agora ele dominou o chakra do Kyuubi e quando o usa fica semelhante ao Eremita dos Seis Caminhos. Neste modo, Naruto consegue uma velocidade incrível que se compara a de seu pai, Minato Namikaze e também consegue detectar maldade dentro das pessoas, assim conseguindo detectar ninjas por perto com "más intenções" . Porém, ainda não está acostumado com tal poder.
Chakra do Kyuubi
Chakra do Kyuubi é um tipo de Chakra especial que pode ser usado por Naruto Uzumaki, e pelo próprio Kyuubi. Naruto pode usar esse chakra, pois a Raposa Demônio de Nove Caudas foi selada em sua barriga. Naruto consegue ter acesso a esse Chakra quando está com um grande excitamento emocional, Jiraiya tenta ensiná-lo a Naruto como utilizá-lo. Esse tipo de chakra é mais poderoso que o Chakra Normal, ele é usado para fazer habilidades de Alto Nível, que precisam de uma grande quantidade de chakra.
Akatsuki
A primeira tentativa de captura do Bijuu por parte da organização terrorista ocorreu quando Naruto ainda era um genin de 12 anos, Itachi Uchiha e Kisame Hoshigaki vieram a Vila Oculta da Folha com o objetivo de capturar a Kyuubi, mas não tiveram êxito. O Jinchuuriki foi então treinar com um dos sannins lendários, Jiraya, após ter fracassado em uma missão de resgate de seu companheiro de equipe Sasuke Uchiha. Naruto passou três anos treinando com Jiraya, longe da Folha e após retornar participou de uma missão de resgate do Quinto Kazekage Gaara, Jinchuuriki do Shukaku, na época raptado pelos membros da Akatsuki Deidara e Sasori. Ao verem a oportunidade de capturar um segundo Jinchuuriki, estes também tentaram capturar Naruto durante esta missão, mas não tiveram êxito, conseguindo apenas o Shukaku.
Uma segunda tentativa na Folha ocorreu com Hidan e Kakuzu, mas estes não conseguiram êxito em capturar o Jinchuuriki. Após saber da notícia da morte de seu mestre Jiraya, Naruto decide treinar para obter o sennin mode. Enfim a Akatsuki faz uma invasão em larga escala na Folha, com Nagato (mais conhecido como Pain) e Konan usando a destruição da Vila para atrair Naruto como uma armadilha para capturar o Jinchuuriki, mas Naruto derrota Pain e o faz mudar de ideia a respeito da dor e de qua a busca pela paz não era uma tolice, e após a morte de Nagato Konan decide deixar a Akatsuki.
Após esses acontecimentos o Jinchuuriki treina com Killer Bee a como usar o chakra de sua Bijuu e a como domá-la e formar uma amizade com esta. Mas estes dois decidem participar das batalhas da Quarta Guerra Mundial Ninja e na Batalha Final contra Madara Uchiha, este captura e sela Kurama, mas Kurama preocupado com a sobrevivência de Naruto pede a Gaara a avisar Minato (que havia reencarnado junto dos outros Hokages do passado) a transferir o seu lado Yin para Naruto (Naruto possuia apenas o lado Yang de Kurama)... para que Naruto continuasse vivo, ainda pudesse usar os seus poderes e ouvir a consciência de Kurama, ajudando Naruto a derrotar Madara, Obito, Zetsu e o Juubi.

### Força
É  o Bijuu mais poderoso depois da Juubi, com quantidade enorme de chakra, pode concentrar chakra em sua boca e o disparar em rajadas ou em uma Bijuu dama. Possui também uma força descomunal, podendo achatar montanhas e causar tsunamis com o poder de suas nove caudas.

Atualmente Naruto combinou seu chakra ao do nove caudas (atualmente já chamado pelo nome, Kurama) e conseguiu transformar-se na forma Bijuu.

## Juubi
Dez Caudas (十尾, Juubi) é um personagem fictícia do animê/mangá Naruto.
- Animal: O Juubi foi o bijuu do Rikudou Sennin, e graças aos poderes gigantescos do mesmo, era considerado um deus. Atualmente, o Juubi foi finalmente revivido por Tobi (Obito), e Madara, e luta contra a Aliança Shinobi. Como o nome sugere, possui dez caudas. Apresenta o Rinne Sharingan. É dito ter um chakra extremamente potente e maligno, e sugere-se que seu chakra seja completamente formado de Senjutsu, ou seja, chakra Eremita. Aparentemente, seu poder não foi totalmente liberado, tendo sua primeira transformação mostrada no capítulo 609 onde foi revivido, mais tarde, por volta do capítulo 612 o Juubi mostra sua forma completa. Este bijuu é a fusão da Shinju com Kaguya Otsutsuki, após esta consumir o fruto da Shinju.
- Nome: Juubi
- Jinchuuriki: Eremita dos Seis Caminhos, Obito Uchiha , Uchiha Madara
- Status: Seu poder foi dividido em 9 partes (os nove Bijuu, que são Ichibi, Nibi, Sanbi, Yonbi, Gobi, Rokubi, Nanabi, Hachibi e Kyuubi), e seu corpo vazio Acabou por se tornar a pedra do selamento onde a akatsuki fazia o ritual nas bijus capturadas.

### História
Passado no Mundo ninja
O Juubi manifestou-se pela primeira vez quando Kaguya Otsutsuki, enfurecida pelo fato de seus filhos terem nascido com chakra, fundiu-se a Shinju, numa tentativa de reclamar o chakra compartilhado. Não sabendo disso, Hagoromo e Hamura acreditavam que o Juubi era simplesmente uma encarnação da Shinju tentando reclamar seu chakra roubado, algo que foi perpetuado na história pela tableta de pedra escrita por Hagoromo e herdada por seus descendentes. Ao derrotar o Juubi, este foi selado em Hagoromo, tornando-se o primeiro jinchuriki. Como ele sabia que quando morresse, o Juubi seria liberado, Hagoromo dividiu seu chakra em nove partes, criando as outras bijuu, enquanto seu corpo, na forma de estátua, foi selado. 
Quarta Grande Guerra Ninja
Uchiha Madara, torna-se o Jinchuuriki do Juubi e bota em prática o jutsu "Tsukuyoni Infinito". Após conseguir completar o Plano Olho da Lua, ele é traído por Zetsu Negro, que o usa como um meio para reviver Kaguya Ootsutsuki. Logo depois, enquanto Kaguya absorve o chakra de Naruto e Sasuke, Zetsu Negro revela a verdadeira história por trás da criação do Jūbi e o desejo de Kaguya em recuperar todo chakra para si mesma. Durante a batalha do Time Kakashi contra Kaguya, ela sofre uma lesão, tendo seu braço arrancado e sendo atingida por vários Rasenshuriken alimentados com o chakra dos Bijū libertados por Naruto. Reagindo ao chakra dos Bijū de Naruto, o chakra do Jūbi sai do corpo de Kaguya como uma massa gigante de chakra composta pelos Bijū e com uma cabeça de coelho. Zetsu Negro observa que Kaguya não tem controle sobre essa encarnação, tornando-a instável. No entanto, como ela está dentro de sua dimensão central, Kaguya é capaz de absorver o chakra de suas vítimas dentro do Tsukuyomi Infinito, rapidamente estabilizando o chakra dos Bijū e retornando à sua forma original. Kaguya foi derrotada por Sasuke, Naruto e Sakura, e selada em uma nova Lua em sua própria dimensão.

### Força
Juubi tem uma força extrema. O Bijuu mais forte, respectivamente. Até o momento foi mostrado pouco de suas habilidades no mangá. Seu Bijuu Dama é altamente destrutivo, destruindo no impacto uma área enorme, impossibilitando de que o alvo escape. Como já dito, sua força é extrema, podendo destruir grandes áreas com um mínimo esforço. Com um dedo pode rebatar uma Bijuu Dama de um Bijuu único. Sua força é a união de todos os nove Bijuus, sendo assim a criatura mais forte do planeta.